# The volta sound
The Volta Sound es una banda norteamericana procedentes de Cleveland, Ohio perteneciente al género de rock alternativo, que se engloba más concretamente en los estilos Psychedelic Rock, Kraut Rock y Space Rock . La banda está en activo desde finales de los 90. La banda se bregó en locales alternativos de Cleveland y creció acompañando a grupos importantes como The Brian Jonestown Massacre, donde crearon un sonido personal que poco a poco fue reconocido por el gran público. Los componentes principales desde los primeros tiempos son Mike Cormier (voz, guitarra acústica, pandereta), Ben Yawns (guitarra, trompeta, trombón), Matt Cassidy (guitarra eléctrica, voz), Todd "T.D." Vainisi (órganos combinados), David Geddes (bajo) y Mike Prieto (batería). 
Las primeras grabaciones de cuatro pistas de la banda fueron compiladas para el lanzamiento de edición limitada de Everything's Alright a finales de 1999. A medida que su reputación creció fuera del Medio Oeste, varios sellos estadounidenses comenzaron a competir para firmar con la banda, resultando ganador el sello Orange Sky Records, una nueva división del sello de reedición Dionysus. El debut oficial del Volta Sound, My All American Girl, se emitió en la primavera de 2002, justo cuando la banda comenzó su primera gira por el suroeste de los Estados Unidos.

## Discografía
| Título                                   | Sello             | Año  |
| ---------------------------------------- | ----------------- | ---- |
| My All American Girl                     | Orange Sky        | 2002 |
| This Is The Yin And The Yang (CD, Album) | Orange Sky        | 2003 |
| Dandelion Wine (CD, Album)               | Orange Sky        | 2004 |
| Gypsy Friends Of The Sun (LP)            | Picture In My Ear | 2013 |

| Título                                | Sello                  | Año  |
| ------------------------------------- | ---------------------- | ---- |
| Fast Light With Radio Signal (CD, EP) | Elephant Stone Records | 2002 |

| Título                           | Sello                  | Año  |
| -------------------------------- | ---------------------- | ---- |
| Cuts 2000-2004 (CD, Álbum, Comp) | Elephant Stone Records | 2004 |